# American Football League
American Football League (w skrócie AFL, pol. Amerykańska Liga Futbolowa) – zawodowa liga futbolu amerykańskiego, założona 14 sierpnia 1959 i działająca w latach 1960–1969. 1 stycznia 1970 doszło do jej połączenia z konkurencyjną ligą National Football League (NFL). Wszystkie 10 drużyn AFL weszły w skład połączonej ligi, która zachowała nazwę NFL.

## Historia
W 1959 r. amerykański przemysłowiec Lamar Hunt ogłosił chęć utworzenia zawodowej ligi futbolu amerykańskiego, mającej stanowić konkurencję dla National Football League. 14 sierpnia 1959, podczas spotkania założycielskiego w Chicago przedstawiciele przyszłych klubów z Dallas, Denver, Houston, Los Angeles, Minneapolis i Nowego Jorku zdecydowali, że liga - którą 22 sierpnia 1959 nazwano American Football League - wystartuje w kolejnym roku. W październiku 1959 r. do grupy dołączył zespół z Buffalo, a miesiąc później - z Bostonu. W listopadzie i dodatkowo w grudniu 1959 r. odbył się nabór zawodników do drużyn. Pierwszym komisarzem ligi został Lamar Hunt.
W styczniu 1960 r. właściciele klubu z Minneapolis otrzymali prawa do gry w NFL, rezygnując z udziału w rozgrywkach AFL. Szybko znaleziono zastępstwo i 30 stycznia 1960 do ligi dołączyła ekipa z Oakland. W lutym 1960 r. przedstawiciele rywalizujących ze sobą NFL i AFL porozumieli się w kwestii wzajemnego respektowania umów zawieranych z graczami. Rozgrywki miała pokazywać telewizja ABC, z którą podpisano 5-letni kontrakt.
Do inauguracyjnego sezonu 1960 przystąpiło 8 klubów: Boston Patriots, Buffalo Bills, Dallas Texans, Denver Broncos, Houston Oilers, Los Angeles Chargers, New York Titans i Oakland Raiders.
Pierwszy przedsezonowy mecz odbył się 30 lipca 1960 w Buffalo, a miejscowi Bills ulegli Boston Patriots 7:28. W inauguracyjnym oficjalnym spotkaniu ligowym (9 września 1960) Patriots przegrali u siebie z Denver Broncos 10:13, a mecz obejrzało 21 597 widzów.
W 1966 r. do ligi przyjęto Miami Dolphins, a w 1968 r. – Cincinnati Bengals.

## Mistrzowie AFL
- 1960 – Houston Oilers
- 1961 – Houston Oilers
- 1962 – Dallas Texans
- 1963 – San Diego Chargers
- 1964 – Buffalo Bills
- 1965 – Buffalo Bills
- 1966 – Kansas City Chiefs
- 1967 – Oakland Raiders
- 1968 – New York Jets
- 1969 – Kansas City Chiefs

Uwaga: W historii futbolu amerykańskiego były wcześniej jeszcze 3 ligi noszące tę samą nazwę, lecz nie związane z omawianą AFL. Działały w 1926 r., w latach 1936–1937 oraz w latach 1940–1941.